# Fontilles (Vall de Laguart)
Fontilles es un núcleo de población que, junto con Benimaurell, Campell y Fleix forma el municipio de Vall de Laguart, en la comarca de la Marina Alta, al noreste de la provincia de Alicante (España). Cuenta con una población de 87 habitantes (INE 2015).

## Patrimonio
- Sanatorio de Fontilles: fundado en 1909 por la Asociación Fontilles para atender enfermos de lepra procedentes de toda España y en activo en la actualidad.[2]